# Fritz Schullerus

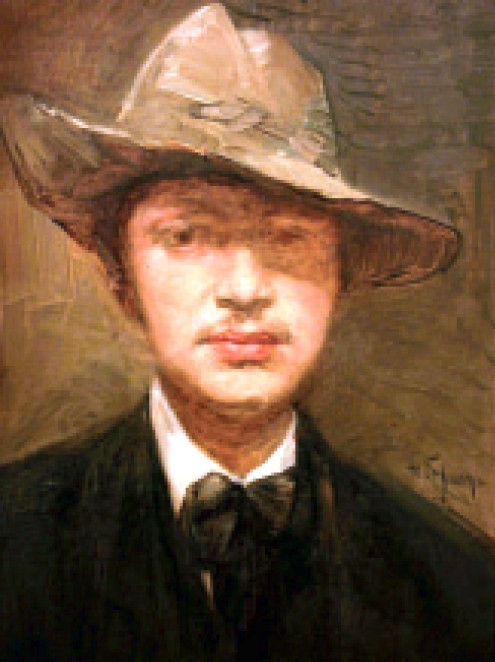
Selbstporträt

Fritz Schullerus (* 22. Juli 1866 in Fogarasch; † 22. Dezember 1898 in Groß-Schenk) war ein siebenbürgisch-sächsischer Maler.

## Leben
Schullerus wuchs in einem Pfarrhaus auf. Er war der Sohn des evangelischen Pastors Gustav Adolf Schullerus (1838–1900). Sein älterer Bruder war der Pastor und Linguist Adolf Schullerus (1864–1928), seine Nichte war die Malerin Trude Schullerus (1889–1981).
Schullerus besuchte bis 1885 das evangelische Gymnasium in Hermannstadt, wo er seinen ersten Malunterricht bei Carl Dörschlag erhielt. Anschließend begann er 1885 sein Architekturstudium an der Technischen Hochschule Wien, verwarf aber bald das Studium und begann seine Ausbildung (bis 1889) an der Zeichenlehrerschule in Budapest bei Bertalan Székely und als Privatschüler bei Gyula Benczúr u. a.
Seine Malerei wurde durch die Werke von Arnold Böcklin und Franz von Lenbach beeinflusst.
Schullerus studierte seit dem 21. Oktober 1889 an der Königlichen Akademie der Künste in München, zuerst in der Naturklasse bei Gabriel von Hackl, dann 1895 bei Carl von Marr, Ludwig von Löfftz und Otto Seitz. Noch während des Studiums war er als freischaffender Künstler in München tätig.
Er unterrichtete 1892–1894 als Zeichenlehrer in Bistritz. Ab 1895 wohnte er in Groß-Schenk im Haus seiner Eltern. Dort widmete er sich der Malerei. Er schuf Porträts, Genrebilder und Historienbilder aus der Geschichte der Siebenbürger Sachsen. In zwei letzten Lebensjahren malte er eine Reihe stimmungsvoller Landschaftsbilder. Er starb im Alter von 32 Jahren an Tuberkulose.